# Jorrel Hato
Jorrel Hato (Roterdã, 7 de março de 2006) é um futebolista neerlandês que atua como zagueiro ou lateral-esquerdo. Atualmente defende o Chelsea e a Seleção Neerlandesa.

## Carreira

### Ajax
Após jogar por IJVV De Zwervers e Sparta Rotterdam, Hato chegou ao Ajax em 2018.
Em março de 2022, assinou seu primeiro contrato profissional com os Godenzonen que o mantinha no clube até julho de 2025, apesar do interesse de outras equipes no jogador. Promovido para o Jong Ajax (equipe reserva), Hato fez sua estreia como profissional contra o FC Dordrecht, pela Eerste Divisie, entrando como substituto de Gabriel Misehouy aos 46 minutos do segundo tempo.
Seu primeiro jogo no time principal do Ajax foi contra o Den Bosch, pela Copa dos Países Baixos, também saindo do banco de reservas na vitória por 2 a 0, e em fevereiro de 2023 atuou pela primeira vez na Eredivisie, novamente entrando no decorrer da partida frente ao SC Cambuur, substituindo Dušan Tadić na vitóra por 5 a 0. Aos 16 anos e 335 dias, Hato é o terceiro jogador mais novo a disputar uma partida oficial pela equipe principal do Ajax, atrás apenas de Ryan Gravenberch e Clarence Seedorf. 1 mês depois, agora pelo Jong Ajax, marcou seu primeiro gol como profissional, desta vez não evitando a derrota por 4 a 2 para o Den Bosch. Em maio, foi promovido ao elenco principal dos Godenzonen e passou a atuar como zagueiro.
Em outubro de 2023, foi escolhido como um dos melhores jogadores nascidos em 2006 pelo jornal The Guardian, e no jogo contra o AEK pela Liga Europa, utilizou a braçadeira de capitão por alguns minutos, tornando-se o mais jovem atleta de um time dos Países Baixos a fazê-lo.
Em março de 2024, renovou seu contrato com o Ajax por mais 4 temporadas, embora tivesse seu nome vinculado a uma transferência para o Liverpool para suprir a possível saída de Virgil van Dijk, inclusive tendo sido flagrado acompanhando a partida dos Reds contra o Ipswich Town.

### Chelsea
No dia 3 de agosto de 2025, o Chelsea anunciou a contratação de Jorrel Hato. O defensor neerlandês assinou contrato até junho de 2032 com o clube londrino. De acordo com a imprensa inglesa, o negócio custou 43 milhões de euros (R$ 276 milhões na contação da época) aos cofres do Chelsea.

## Carreira internacional
Descendente de curaçauenses e também de cabo-verdianos, Hato jogou pelas seleções de base dos Países Baixos, desde a categoria Sub-16 (onde chegou a ser capitão) até a Sub-21.
Convocado para a seleção principal da Oranje em novembro de 2023, fez sua estreia contra Gibraltar (entrando no lugar de Virgil van Dijk) e ficou no banco de reservas contra a Irlanda, ambos pelas eliminatórias da Eurocopa de 2024.

## Títulos

### Individuais
- Troféu Abdelhak Nouri: 2022–23[21]
- Talento do Mês da Eredivisie: agosto de 2023[22]
- Time do Mês da Eredivisie: maio de 2023,[23], agosto de 2023[24]